# Trevor Donovan
Trevor Donovan né Neubauer, né le 11 octobre 1982 à Bishop (Californie), est un mannequin et un acteur américain. Il est surtout connu pour son rôle de Teddy Montgomery dans 90210.

## Biographie
Trevor Donovan est né à Bishop, Californie, et a grandi à Mammoth Lakes, également en Californie. Depuis son plus jeune âge, Trevor est passionné de ski et de snowboard ; durant son adolescence, il était dans l'équipe de ski pour ado. (il a remporté la course de ski de célébrité CBS 2011 à Deer Valley Utah le jour de l'ouverture de la piste). Il a skié avec Bobby et Kerri Kennedy. 
Trevor pratique la guitare et le chant. Il a un baccalauréat en design graphique obtenu à l'Institut d'art de Los Angeles.
Trevor est actuellement ambassadeur d'Habitat pour l'humanité et bénévole actif au Centre Robert F. Kennedy pour la justice et les droits de la personne. 
Il  réside actuellement à la fois à Mammoth et à Los Angeles. Lorsqu'il ne travaille pas, il aime passer du temps avec sa famille. Il a un frère cadet Jake qui est pompier à Sacramento. C'est un amoureux des animaux : il a un bouledogue nommé Tito Pequito Gordito et un berger allemand prénommé Dogbert.

## Carrière
En 2004, Trevor Donovan commence sa carrière d'acteur où il fait sa première apparition dans la série Les Quintuplés.
En 2007, Son physique avantageux lui ouvre les portes du soap-opera, Des jours et des vies, ainsi  il obtient le rôle de Jeremy Horton qu'il joue pendant 42 épisodes.
En 2009, Trevor décroche le rôle de Teddy Montgomery dans la seconde saison de la série 90210 Beverly Hills : Nouvelle Génération. L'acteur, alors trentenaire, interprète le rôle d'un jeune homme de 16 ans. La même année, il donne la réplique à Bruce Willis dans le film Clones. Le film est un succès commercial (38 542 418 de dollars en 2009).
En 2010, il joue dans le film Takers où il donne la réplique à Hayden Christensen et Paul Walker. (La film rapportera 57 744 720 dollars). 
En 2011, Trevor joue dans le film Birds of a Feather. Il fait également une apparition dans la onzième saison de Experts. La production de 90210 a annoncé que Teddy Montgomery, le personnage interprété par Trevor Donovan, n’apparaîtrait que dans quelques épisodes. 
En 2012, Trevor commence les tournages des films Savages, Strawberry Summer et Mean Cuisine. Il est également annoncé qu'il pourrait être de retour dans  la cinquième saison de 90210 à temps plein selon son emploi du temps mais il est apparu dans seulement huit épisodes.
L'acteur tourne dans de nombreux téléfilms romantiques tout en continuant à faire des apparitions dans des séries télévisées. 

## Filmographie

### Cinéma
- 2009 : Clones : Substitut Tom Greer
- 2010 : Takers : Rahway Body Double
- 2011 : Birds of a Feather : Trevor
- 2012 : Savages : Matt
- 2012 : Mean Cuisine : Alex
- 2018 : The Ghost Beyond : John Burrows
- 2022 : Wolf Hound : le Maire Erich Roth
- 2022 : Reagan : John Barletta

### Télévision

#### Séries
- 2004 : Les Quintuplés (The Quintuplets) : un serveur (saison 1, épisode 17)
- 2007 : Des jours et des vies (Day of our Lives) : Jeremy Horton (42 épisodes)
- 2009 - 2013 : 90210 : Teddy Montgomery (saisons 2 et 3 - récurrent saisons 4 et 5)
- 2011 : Les Experts (CSI) : Spartan (saison 11, épisode 11)
- 2013 : The Client List : Dashiell Codd (saison 2, épisodes 4 et 13)
- 2013 : Drop Dead Diva : Keith (saison 5, épisode 8)
- 2013 - 2014 : Melissa & Joey : Austin (6 épisodes)
- 2014 : Awkward : Stevie Shay (saison 4, épisode 9)
- 2015 : Texas Rising : Kit Acklin (5 épisodes)
- 2017 : Sun Records : Eddy Arnold (7 épisodes)
- 2017 : NCIS : Enquêtes spéciales : Thomas Buckner (saison 15, épisode 4)
- 2018 : Lucifer : Max Evans (saison 3, épisode 15)
- 2019 : The Baxters : Ryan Taylor (7 épisodes)

#### Téléfilms
- 2012 : La Saison des amours (Strawberry Summer) de Kevin Connor : Jason Keith
- 2013 : Le Noël rêvé de Megan (A Snow Globe Christmas) de Jodi Binstock : Eric
- 2014 : La Créature des Bermudes (Bermuda Tentacles) de Nick Lyon : Trip Oliver
- 2015 : Trouver l'amour à Charm (Love Finds You in Charm) de Terry Cunningham : Noah Weaver
- 2016 : Les racines de l'Amour (Love on a Limb) de Mel Damski : Kyle Sorenson
- 2017 : Traquée par mon mari (Escaping Dad) de Ross Kohn : Wes
- 2017 : Marions-les pour Noël (Marry Me at Christmas) de Terry Ingram : Johnny Blake
- 2018 : Fugue sentimentale (Runaway Romance) de Brian Herzlinger : Hunter Banning
- 2018 : Meurtres sous surveillance (The Neighborhood Nightmare) de Jake Helgren : Stephen Lane

- 2019 : Coup de foudre au festival d'automne (Love, Fall & Order) de Clare Niederpruem : Patrick Harris
- 2019 : L'Atelier de jouets du Père Noël (Nostalgic Christmas) de J.B. Sugar :  Keith McClain
- 2019 : Première neige, premier amour (SnowComing) de Peter DeLuise : Jake Gillette
- 2019 : Coup de foudre dans l'ascenseur (Prescription for Love) de Brian Brough : Luke Taylor
- 2020 : Le cauchemar d'une fille au pair (The Au Pair Nightmare) de Joe Russo : Brad Hardwick
- 2020 : Embarquement pour Noël (USS Christmas) de Steven R. Monroe : Billy Jenkins
- 2021 : Love, Lost & Found de John Lyde : Colt McCoy
- 2021 : Romance des neiges (Two for the Win) de Jerry Ciccoritti : Justin O'Neill